# Wahlpflicht
Als Wahlpflicht oder Stimmpflicht wird die verpflichtende Teilnahme an einer Wahl oder Abstimmung für ein Parlament, eine Gebietskörperschaft oder eine Organisation bezeichnet. Die Erfüllung der Verpflichtung wird üblicherweise anhand der Verzeichnisse der teilnahmeberechtigten Personen geprüft.
Die Verpflichtung zur Teilnahme an einer Wahl oder Abstimmung ist die Ausnahme und ganz überwiegend bei Wahlen für Parlamente oder Gebietskörperschaften anzutreffen. Bei demokratisch verfassten Organisationen (beispielsweise Vereinen, Genossenschaften, Gewerkschaften) ist sie hingegen eher selten anzutreffen, kann aber grundsätzlich in der jeweiligen Satzung festgeschrieben werden.

## Allgemeines
Die Wahl- und Abstimmungspflicht ist vor allem in Lateinamerika sehr weit verbreitet und ein typisches Verfassungselement, dort haben lediglich Venezuela (1998) und die Dominikanische Republik (2010) sie abgeschafft. In anderen Weltregionen sind sie hingegen eher die Ausnahme.
In Europa ist sie heute in Belgien, Liechtenstein, Luxemburg und Griechenland verankert, sowie im Schweizer Kanton Schaffhausen. Auch Bulgarien führte die Wahlpflicht 2016 ein, jedoch verneinte das Verfassungsgericht die Zulässigkeit von Geldbußen, weshalb sie faktisch nicht durchgesetzt werden kann. Abgeschafft wurde die Wahl- und Abstimmungspflicht in Spanien (1923), den Niederlanden (1967), Portugal (1976) Österreich (1992) und Italien (1993) sowie in der Republik Zypern (2017). Die Wahl- und Abstimmungspflicht in Australien wurde dort 1924 eingeführt und wird international vielfach als eines der positiven Beispiele diskutiert. Weitere Staaten in Asien und Ozeanien mit Teilnahmepflicht sind Fidschi, Nauru, Samoa, Singapur, Thailand und die Türkei. In Afrika kennt hingegen nur Ägypten eine Wahl- und Abstimmungspflicht, die jedoch nicht umgesetzt wird.
Grundsätzlich kann die Wahl- und Abstimmungspflicht „hart“ ausgestaltet sein, deren Nicht-Einhaltung mit Bußgeldern geahndet wird. In ihrer „weichen“ Variante, ist sie vor allem als Appell an die staatsbürgerliche Ehre zu verstehen, und soll einen gewissen sozialen Druck zur Mitwirkung an der demokratischen Willensbildung erzeugen.
Zuletzt sehen Wahl- und Abstimmungspflichten in aller Regel Ausnahmen vor. Vielfach sind diese altersbezogen, sodass vor allem Ältere, aber auch besonders junge Stimmberechtigte (meist jünger als 18 Jahre) von der Verpflichtung ausgenommen sind. Weitere übliche Entschuldigungsgründe sind Krankheit und Gebrechlichkeit, Sterbe- und Pflegefälle im engeren Familienkreis, ein Auslandsaufenthalt am Tag der Wahl oder Abstimmung sowie ein kürzlich erfolgter Wohnsitzwechsel.
Die Wirksamkeit einer Wahl- und Abstimmungspflicht ist schwer einzuschätzen, da auch andere Faktoren eine Rolle spielen. Während sie in Australien und Nauru zu Teilnahmequoten von über 90 % führt, bleiben andere Staaten mit dieser Verpflichtung darunter. Ebenfalls sehr hoch ist die Teilnahme in Belgien und Luxemburg, in Bulgarien und Griechenland hingegen deutlich niedriger. In Bolivien, Ecuador, Peru und Uruguay liegen sie regelmäßig über 80 %, in anderen lateinamerikanischen Staaten mit Teilnahmepflicht (beispielsweise Costa Rica, Mexiko, Paraguay) jedoch deutlich darunter.
So ist festzuhalten, dass Wahl- und Abstimmungspflichten die Teilnahmequoten wohl erhöhen, jedoch viele andere Faktoren ebenfalls erheblichen Einfluss haben. Verpflichtungen, die nicht mit Sanktionen einhergehen, sind weniger wirksam, wobei die Regelung und Durchsetzung von Sanktionen mit einem gewissen Aufwand verbunden ist. Auch scheinen Teilnahmepflichten keine dauerhafte Wirkung auf die demokratische Kultur eines Landes zu entfalten.

## Das Für und Wider einer Teilnahmepflicht
In der Diskussion um die Wahl- und Abstimmungspflicht sind im Wesentlichen drei Positionen erkennbar: Die Befürwortung einer „harten“ Teilnahmepflicht (mit Sanktionen für Zuwiderhandlung), die Befürwortung einer „weichen“ Teilnahmepflicht (als bloße Ehrenpflicht) und die Ablehnung des Teilnahmezwangs.
| Tabellarische Übersicht der zentralen Argumente zur Wahl- und Stimmpflicht                                                       | Tabellarische Übersicht der zentralen Argumente zur Wahl- und Stimmpflicht | Tabellarische Übersicht der zentralen Argumente zur Wahl- und Stimmpflicht | Tabellarische Übersicht der zentralen Argumente zur Wahl- und Stimmpflicht |
| Behauptung | „harte“ Befürwortung | „weiche“ Befürwortung | Ablehnung |
| --- | --- | --- | --- |
| Die Teilnahme an Wahlen und Abstimmungen sei eine demokratische Pflicht.                                                         | Ja, so wie in Demokratien auch andere Verpflichtungen bestehen, wie Entrichtung von Steuern, der Wehrdienst oder gegebenenfalls auch die Mitwirkung in der Rechtsprechung (Jury).               | Ja, aber es ist als reine Ehrenpflicht zu verstehen. Eine Demokratie kann und darf sozialen Druck ausüben, soll diesen aber nicht mit Sanktionen durchsetzen.                                   | Nein, eine Verpflichtung beschneidet die individuellen Persönlichkeitsrechte, die auch die Freiheit zur Nicht-Teilnahme umfasst. |
| Die Teilnahmepflicht führe dazu, dass sich mehr Menschen mit politischen Themen beschäftigen.                                    | Ja, wer aufgefordert sei teilnzunehmen, setze sich auch mit den politischen Fragen stärker auseinander.                                                                                         | Ja, wer aufgefordert sei teilnzunehmen, setze sich auch mit den politischen Fragen stärker auseinander.                                                                                         | Nein, bei einer geheimen Wahl könne niemand zum Abgeben einer gültigen Stimme gezwungen werden. Jedem stehe es frei, einen leeren oder ungültigen Wahlzettel abzugeben. |
| Die verpflichtende Teilnahme an Wahlen und Abstimmungen stelle sicher, dass alle Gruppen einer Gesellschaft repräsentiert seien. | Ja, nur auf diese Weise kann sichergestellt werden, dass auch verletzliche und beteiligungsferne Gruppen tatsächlich an der Demokratie teilhaben.                                               | Ja, denn es werde ein allgemeines Klima erzeugt, dass die Teilnahme weiter Teile der Gesellschaft zumindest wahrscheinlicher macht.                                                             | Nein, denn üblicherweise werden genau die verletzlichen Gruppen von einer harten Pflicht ausgenommen (Junge, Alte, Erkrankte, Arme), weil es vielfach zu unangemessenen Härten führe. Zugleich ändere eine bloße Ehr-Aufforderung nichts an bestehenden Hinderungsgründen. |
| Die verpflichtende Teilnahme senke die Politikverdrossenheit und verhindere Populismus.                                          | Ja, denn das gesamte Stimmvolk mache die Erfahrung, dass es gehört werde. | Ja, denn das gesamte Stimmvolk mache die Erfahrung, dass es gehört werde. | Nein, denn manche Stimmberechtigte haben einfach kein Interesse an Politik. Diese würden dann nach dem Zufallsprinzip wählen nur um ihre Pflicht zu erfüllen oder einen leeren Wahlzettel abgeben (sogenannte donkey vote ‚Eselsstimme‘).                                  |
| Eine Verpflichtung verdecke die Unzufriedenheit des Stimmvolk mit dem politischen System.                                        | Nicht notwendigerweise, denn dieses Risiko könne leicht umgangen werden, beispielsweise indem ein „Enthaltungsfeld“ eingeführt werde.                                                           | Nein, denn eine Ehrenpflicht stünde einem Fernbleiben als Ausdruck der generellen Unzufriedenheit nicht entgegen.                                                                               | Ja, sie übe einen Teilnahmedruck aus, der ansonsten nur aus Wahlautokratien bekannt sei. |
| Eine Teilnahmepflicht führe zu einem thematisch und inhaltlich breiter aufgestelltem politischen Diskurs.                        | Ja, so werde der Einfluss von Parteispenden reduziert und der Wahlkampf konzentriere sich nicht so stark auf die Themen derjenigen gesellschaftlichen Gruppen, die überproportional teilnehmen. | Ja, so werde der Einfluss von Parteispenden reduziert und der Wahlkampf konzentriere sich nicht so stark auf die Themen derjenigen gesellschaftlichen Gruppen, die überproportional teilnehmen. | Nein, tatsächlich würde sich der Wahlkampf dann stark auf die Themen der Unentschlossenen konzentrieren und die für Wechselwähler uninteressanten Themen eher nachrangig behandeln.                                                                                        |

## Die Situation in den deutschsprachigen Ländern

### Deutschland
In der Bundesrepublik Deutschland gibt es keine Pflicht zur Teilnahme an Wahlen oder Abstimmungen, und zwar weder in den Ländern noch bei den Wahlen zum Deutschen Bundestag oder Volksentscheiden nach Bundesgesetz. Einzig im Bundesland Baden-Württemberg enthält die Landesverfassung einen Passus, der eine Pflicht nahelegt. So heißt es in Artikel 26 (3) der Verfassung des Landes Baden-Württemberg: „Die Ausübung des Wahl- und Stimmrechts ist Bürgerpflicht.“ Dieser Artikel wird allerdings als rein symbolische Aufforderung an die staatsbürgerliche Ehre verstanden und hat keine ordnungsrechtlichen Konsequenzen.
Auch im Deutschen Kaiserreich, der Weimarer Republik, in der Zeit des Nationalsozialismus oder in der Deutschen Demokratischen Republik (DDR) gab es eine formelle Wahl- oder Stimmpflicht. Gleichwohl wurden im Nationalsozialismus und in der DDR informell Druck auf Personen ausgeübt, sich an den manipulierten Wahlen oder Referenden zu beteiligen. Wie in vielen autokratischen Regimen sollte ein möglichst hoher Grad an Beteiligung als Nachweis der Legitimation des politischen Systems dienen.
Insbesondere vor dem Hintergrund der seit den 1980er Jahren kontinuierlich sinkenden Wahlbeteiligung, wird überwiegend in der Presse und in politischen Reden die Einführung einer Wahlpflicht gefordert. Dabei ist umstritten, ob das Grundgesetz eine solche überhaupt zulassen würde.
Im politikwissenschaftlichen Diskurs stehen sich in Deutschland zwei Positionen gegenüber: Eine „republikanische“ Auffassung, die die Teilnahme an Wahlen und Abstimmungen als Teil der staatsbürgerlichen Pflichten sieht und verschiedene Vorteile einer Verpflichtung herausstellt. Demgegenüber steht eine liberale Position, die das tatsächliche Vorhandensein dieser Vorteile anzweifelt und in einer Verpflichtung eine Einschränkung der Freiheitsrechte sieht.

### Liechtenstein
Das Fürstentum Liechtenstein kennt seit 1922 die Wahl- und Abstimmungspflicht, die auch bereits in der älteren Verfassung von 1862 verankert war. Die Verpflichtung ist heute in Artikel 3 des Volksrechtegesetzes geregelt, in dem es heißt: „Die Teilnahme an Wahlen und Abstimmungen ist Bürgerpflicht.“ Bis 2004 führt das Gesetz zudem in Artikel 4 Entschuldigungsgründe für eine Nicht-Teilnahme auf, setzte eine Frist für das Geltendmachen dieser Gründe bei der Gemeindeverwaltung und sah ein Bußgeld von 20 CHF für die Verletzung der Pflicht vor. Mit der ersatzlosen Streichung des Artikels wurde die Wahl- und Stimmpflicht in Liechtenstein faktisch zu einer bloßen Ehrenpflicht umgewandelt, deren Verletzung keinerlei Sanktionen nach sich zieht.

### Luxemburg
Das Großherzogtum Luxemburg kennt seit 1919 eine Wahl- und Abstimmungspflicht. Diese gilt sowohl auf gesamtstaatlicher Ebene als auch für die Wahlen und Referenden in den Gemeinden. Von der Verpflichtung befreit sind Personen, die am Tag der Wahl oder Abstimmung nicht in der Gemeinde wohnen, in der sie registriert sind, sowie Personen ab dem 75. Lebensjahr. Stehen andere Gründe einer Teilnahme entgegen, müssen diese der örtlich zuständigen Staatsanwaltschaft angezeigt werden. Die Verletzung der Pflicht ist bußgeldbewert, im Wiederholungsfall kann ein erhöhtes Bußgeld verhängt werden. Die vorgesehenen Bußgelder in Höhe von 100–200 EUR, beziehungsweise 500–1000 EUR im Wiederholungsfall, werden jedoch seit 1964 nicht mehr verhängt.

### Österreich
Österreich gehört zu den wenigen europäischen Staaten, die eine Wahl- und Stimmpflicht kannten. Seit 2004 gibt es dort jedoch keine solchen Verpflichtungen mehr.
Erstmals ermöglicht wurde diese noch in Österreich-Ungarn mit der Reichsratswahlordnung im Jahr 1907 und galt auch in einigen cisleithanischen Gebietskörperschaften. Mit dem Ende der Monarchie im Jahr 1918 wurde auch die Wahlpflicht für Österreich insgesamt abgeschafft. Ihre Wiedereinführung erfolgte in der Ersten Republik durch die von konservativen Kräften angestoßene Verfassungsnovelle von 1929, mit der die Rolle des Bundespräsidenten deutlich aufgewertet wurde. Eine der Triebfedern war die Einführung des Frauenwahlrechts 1918 und die Sorge der Christlichsozialen Partei (CSP), dass vor allem konservative Frauen ihr Wahlrecht im Gegensatz zu den Unterstützerinnen der Sozialdemokratie nicht ausüben würden.
Ausgesetzt während des Austrofaschismus (ab 1934) und dem Anschluss an Deutschland (1938–1945), trat die novellierte Verfassung 1945 erneut in Kraft. So hieß es in Artikel 60 (1) der Bundes-Verfassungsgesetzes: „Für die Wahl des Bundespräsidenten besteht Wahlpflicht. Die näheren Bestimmungen über das Wahlverfahren und die Wahlpflicht werden durch Bundesgesetz getroffen, in dem insbesondere auch die Gründe festzusetzen sind, aus denen eine Nichtteilnahme an der Wahl als entschuldigt gilt.“ Die darin enthaltene Wahlpflicht für die Bundespräsidentenwahl blieb bis 1982 in Kraft.
Für die Wahlen zum Nationalrat eröffnete das Bundes-Verfassungsgesetz zwischen 1949 und 1993 den Bundesländern die Möglichkeit, eine Wahlpflicht zu erlassen. So hieß es seinerzeit in Artikel 26 (1) des Bundes-Verfassungsgesetzes: „Für die Wahl besteht Wahlpflicht in den Bundesländern, in denen dies durch Landesgesetz angeordnet wird. Durch Bundesgesetz werden die näheren Bestimmungen über das Wahlverfahren und über die allfällige Wahlpflicht getroffen. In diesem Bundesgesetz sind insbesondere auch die Gründe festzusetzen, aus denen eine Nichtteilnahme an der Wahl trotz Wahlpflicht als entschuldigt gilt.“ Hiervon machten zunächst Steiermark, Tirol und Vorarlberg Gebrauch, entgegen dem allgemeinen Trend führte Kärnten noch 1986 die Wahlpflicht zum Nationalrat ein. Mit der am 1. Mai 1993 inkraft getretenen Novelle des Bundes-Verfassungsgesetzes endete die Wahlpflicht zum Nationalrat.
Daneben kannten einige österreichische Bundesländer die Wahl- oder Stimmpflicht zu den eigenen Landtagen oder Volksabstimmungen. So verankerten Vorarlberg und Tirol die Teilnahmepflicht an Wahlen und Abstimmungen bereits 1919, noch vor Gründung der Ersten Republik, in ihren Landesverfassungen. Später folgten Oberösterreich, Kärnten und Steiermark. Die Länder Niederösterreich, Salzburg, das Burgenland und Wien kannten hingegen zu keinem Zeitpunkt eine Wahl- oder Stimmpflicht auf Landesebene. Ab den 1980er Jahren ging auch hier der Trend hin zu einer liberaleren Auffassung und damit der Abschaffung von Verpflichtungen. Den Anfang machte 1982 Oberösterreich, es folgten 1993 Kärnten und die Steiermark. Im Jahre 2004 hoben zuletzt auch Vorarlberg und Tirol die Wahlpflicht zum Landtag auf. Seitdem besteht in Österreich nirgends mehr eine solche Verpflichtung.

### Schweiz
In der Schweiz kennt einzig der Kanton Schaffhausen eine Wahl- und Abstimmungspflicht, die mit der Verfassung von 1904 eingeführt wurde. Diese gilt dort für alle Wahlen und Abstimmungen (eidgenössische, kantonale oder in der Gemeinde) gleichermaßen. Eine Verletzung der Pflicht wird mit einem geringen Bußgeld geahndet. Da eine Stimmpflicht in der Schweiz ansonsten vollkommen unüblich ist, ist die Schaffhausener Stimmpflicht immer wieder Gegenstand des Schweizer politischen Diskurses und politikwissenschaftlicher Untersuchungen.

## Übersicht der Staaten mit Wahl- und Stimmpflicht
Derzeit (Stand: April 2025) kennen folgende Staaten eine Wahl- und Stimmpflicht:
| Tabellarische Übersicht der Staaten mit einer Wahl- und Stimmpflicht (Stand: April 2025) | Tabellarische Übersicht der Staaten mit einer Wahl- und Stimmpflicht (Stand: April 2025) |
| Land                                                                                     | Bemerkung |
| ---------------------------------------------------------------------------------------- | --- |
| Ägypten                                                                                  | eingeführt im Jahr 1956, es sind Geld- und sogar Gefängnisstrafen vorgesehen, in der Praxis findet die Wahl- und Stimmpflicht jedoch keine Anwendung |
| Argentinien                                                                              | eingeführt 1912; ausgenommen sind Personen unter 18 und über 70 Jahre, Erkrankte (mit ärztlicher Bescheinigung) sowie Personen die sich am Tag der Stimmabgabe mehr als 500 km vom Ort der Stimmabgabe aufhalten (mit Bescheinigung durch Polizei); Zuwiderhandlung werden mit einer Geldstrafe und einer einjährigen Bearbeitungssperre für Anliegen bei öffentlichen Einrichtungen bestraft. |
| Australien                                                                               | eingeführt 1924, erst ab 1984 auch für Indigene Australier; ausgenommen sind Personen die sich auf Reisen befinden, die sich aus religiösen Gründen nicht beteiligen, Erkrankte, Saisonarbeiter, Obdachlose und im Stimmregister nicht verzeichnete Personen; Zuwiderhandlung wird mit einer Geldstrafe von 20 AUD belegt, die bei Nicht-Zahlung um mehrere Hundert Dollar steigen kann. |
| Belgien                                                                                  | eingeführt 1892, mit Einführung des Frauenwahlrechts 1949 auch für Frauen; ausgenommen sind nur Personen, die nicht im Stimmregister verzeichnet sind; in der Vergangenheit wurden Geldstrafen in Höhe von 40–80 EUR verhängt (im Wiederholungsfall bis 200 EUR), wer vier Mal in Folge der Pflicht nicht nachkam, konnte das Stimmrecht für bis zu zehn Jahre verlieren oder auch eine Anstellung im öffentlichen Dienst versagt werden. In der Praxis werden seit 2003 keine Strafen mehr verhängt. In vielen flämischen Gemeinden wurde die Wahl- und Stimmpflicht abgeschafft, während in den wallonischen Gemeinden das Festhalten daran betont wird. |
| Bolivien                                                                                 | eingeführt 1952; ausgenommen sind Personen ab 70 Jahre, Verreiste und die durch höhere Gewalt Verhinderte; Geldstrafe von 150 Bolivianos (entspricht ca. 20 €, Wechselkurs vom 23. Februar 2023), auch sofortiger Einzug der Personalausweise und Sperrung der Bankkonten sind möglich |
| Bulgarien                                                                                | eingeführt 2016; es gibt keine gesetzlich festgelegten Ausnahmen von der Verpflichtung; ursprünglich waren Sanktionen vorgesehen, diese wurden jedoch vom bulgarischen Verfassungsgericht verworfen, weswegen es sich faktisch um eine reine Ehrenpflicht handelt |
| Brasilien                                                                                | eingeführt 1932, seit 1934 in der Verfassung verankert; ausgenommen sind Personen unter 18 und über 70 Jahren sowie Analphabeten; zulässige Entschuldigungsgründe (mit Begründung) sind Erkrankung, Reisen, berufliche Verpflichtungen sowie höhere Gewalt; für die Verletzung der Teilnahmepflicht wird ein geringes Bußgeld von 3,5 Reais fällig, das konsequent eingefordert wird; Nichtzahlung wird unter anderem mit einer Sperre für den Zugang zu öffentlichen Leistungen geahndet |
| Chile                                                                                    | erstmals eingeführt 1906, galt jedoch keine automatische Registrierung für Wahlen und Abstimmungen, wodurch nur registrierte Personen der Teilnahmepflicht unterlagen; mit der Wahlrechtsreform von 2012 wurde die Teilnahmepflicht abgeschafft, zugleich jedoch die automatische Registrierung eingeführt, im Jahr 2022 wurde schließlich die Teilnahmepflicht unter Beibehaltung der automatischen Registrierung wieder eingeführt. Ausgenommen sind Ältere über 70 Jahre (wobei die genaue Altersgrenze variiert), sowie (jeweils mit Nachweis) Erkrankte, Verreiste und Fälle von höherer Gewalt; es werden Geldstrafen verhängt, die sich an der Steuereinstufung orientieren und 30.000 bis 200.000 CLP betragen; die Bußgelder werden vielfach verhängt, jedoch nicht flächendeckend in ganz Chile |
| Costa Rica                                                                               | eingeführt 1949; ausgenommen sind Personen unter 18 und über 70 Jahre, Menschen mit geistiger Behinderung (nur nach Gerichtsbeschluss) sowie Inhaftierte; als zulässige Entschuldigungsgründe (mit Nachweis) gelten Erkrankung und reisebedingte Abwesenheit; das Bußgeld für Pflichtverletzung beträgt ein bis zwei Tagessätze des gesetzlichen Mindestlohns, wobei die Behörden bei der Durchsetzung eine gewisse Toleranz an den Tag legen; die Nicht-Zahlung des Bußgelds oder wiederholte Pflichtverletzung kann zum Verlust des passiven Wahlrechts oder dem Entzug des Reisepasses führen |
| Ecuador                                                                                  | eingeführt 1929; ausgenommen sind Personen unter 18 und über 65 Jahre, Analphabeten und Menschen mit schweren körperlichen oder geistigen Behinderungen; zulässige Ausnahmen sind Krankheit, Reise, ständiger Aufenthalt im Ausland und höhere Gewalt; das Bußgeld beträgt 10 % des gesetzlichen Mindestlohns und wird konsequent eingefordert; Nicht-Zahlung kann zum befristeten Ausschluss von der Inanspruchnahme staatlicher Leistungen führen |
| El Salvador                                                                              | als bloße Bürgerpflicht bereits 1886 eingeführt, seit 1950 als Teilnahmepflicht; ausgenommen sind Personen über 70 Jahre, Menschen mit körperlicher oder geistiger Behinderung (nur nach Gerichtsbeschluss) sowie ständig im Ausland lebende Staatsbürger; zulässige Ausnahmen sind Krankheit, Reise, familiäre Notfälle, berufliche Unabkömmlichkeit, religiöse Gründe sowie Höhere Gewalt; das Bußgeld für die Pflichtverletzung beträgt 2–3 % des gesetzlichen Mindestlohns, wird jedoch in der Praxis fast nie eingefordert |
| Fidschi                                                                                  | eingeführt 2013, nachdem das Land von einer Autokratie zur Demokratie überging; ausgenommen sind Personen ab 70 Jahre, Menschen mit einer schweren Behinderung (nach ärztlichem Gutachten), verurteilte Straftäter (abhängig vom Delikt) sowie dauerhaft im Ausland lebende Staatsbürger; zulässige Ausnahmen sind Krankheit, Auslandsaufenthalt und höhere Gewalt; es sind Bußgelder von 20–40 FJD und im Wiederholungsfall auch der Verlust des passiven Wahlrechts, wobei in der Praxis nur sehr selten Bußgelder verhängt werden |
| Griechenland                                                                             | erstmals eingeführt 1864; ausgenommen sind Personen ab 70 Jahre, Menschen mit schwerer Erkrankung oder Behinderung, beruflichen Verhinderte (insbesondere Seeleute); anerkannte Ausnahmegründe sind Krankheit, Auslandsaufenthalt, berufliche Unabkömmlichkeit und höhere Gewalt; es können Bußgelder bis 200 EUR und auch Haftstrafen bis 2 Monate verhängt werden, aber in der Praxis werden diese seit den 1980er Jahren nicht mehr verhängt |
| Guatemala                                                                                | eingeführt 1945; ausgenommen Personen über 70 Jahre, Analphabeten, Menschen mit schweren geistigen oder körperlichen Behinderungen sowie im Ausland lebende Staatsbürger; zulässige Ausnahmen sind Krankheit, Auflandsaufenthalt, berufliche Unabkömmlichkeit und Höhere Gewalt; das Bußgeld beträgt 5 Quetzales, wird jedoch praktisch nie eingetrieben; Militärangehörige im aktiven Dienst sind vom Stimmrecht ausgeschlossen |
| Honduras                                                                                 | eingeführt 1957; ausgenommen sind Personen über 75 Jahre, Menschen mit körperlicher oder geistiger Behinderung (nur mit ärztlichem Gutachten) sowie ständig im Ausland lebende Staatsbürger; zulässige Ausnahmen sind (mit Nachweis) Krankheit, Reise, berufliche Unabkömmlichkeit und höhere Gewalt; es ist ein Bußgeld von 50–100 Lempira vorgesehen, dass jedoch in der Praxis so gut wie nicht eingefordert wird |
| Laos                                                                                     | eingeführt 1991; Ausnahmen sind nicht klar festgelegt; es sind keine Strafen für eine Nichtbefolgung vorgesehen, die Wahlpflicht dient vor allem der sozialen Disziplinierung im Einparteienstaat |
| Liechtenstein                                                                            | in heutiger Form eingeführt 1922, zuvor bereits in der Verfassung von 1862 verankert; 2004 wurden die damit verbundenen Bußgeldbestimmungen gestrichen, seitdem ist die Teilnahme eine reine Bürgerpflicht |
| Luxemburg                                                                                | eingeführt 1919; befreit sind Personen, die am Tag der Wahl oder Abstimmung nicht in der Gemeinde wohnen, in der sie registriert sind, sowie Personen ab dem 75. Lebensjahr, andere Gründe müssen bei der örtlich zuständigen Staatsanwaltschaft angezeigt werden; die Verletzung ist bußgeldbewert (100–250 €, im Wiederholungsfall 500–1.000 €) wird faktisch jedoch seit 1964 nicht mehr sanktioniert |
| Nauru                                                                                    | eingeführt 1968; ausgenommen sind Personen ab 70 Jahre, Menschen mit einer schweren Behinderung (nur nach ärztlichem Gutachten), Verurteilte (je nach Delikt) sowie dauerhaft im Ausland lebende Staatsbürger; zulässige Ausnahmen sind Krankheit, Auslandsaufenthalt und höhere Gewalt; es sind Bußgelder in Höhe von 10 AUD vorgesehen, die auch erhöht werden können; in der Praxis werden die Bußgelder wohl nur selten eingefordert, offizielle Zahlen werden dazu aber nicht erhoben |
| Mexiko                                                                                   | eingeführt 1917; ausgenommen sind Personen die nicht im Stimmregister registriert sind sowie dauerhaft im Ausland lebende Staatsbürger; zulässige Ausnahmen sind Krankheit, Reise oder höhere Gewalt; es sind Bußgelder in Höhe von 10–20 % des gesetzlichen Mindestlohns vorgesehen, die jedoch in der Praxis nie eingefordert werden; die Pflichtteilnahme besteht in Mexiko nur auf dem Papier und ist in der Praxis bedeutungslos |
| Nordkorea                                                                                | eingeführt 1948; es gibt keine klar definierte Ausnahmen, in der Praxis werden Erkrankung und Unabkömmlichkeit aus dienstlichen Gründen vermutlich als zulässig anerkannt; es ist nicht bekannt, ob es formelle Strafen für die Nichtteilnahme gibt, es ist jedoch von sozialen Sanktionen unterschiedlicher Art auszugehen; da in Nordkorea ohnehin nur eine Partei zur Wahl steht, haben diese ohnehin rein symbolischen Charakter |
| Panama                                                                                   | eingeführt 1946; ausgenommen sind Personen die mit richterlichem Beschluss entmündigt wurden und Häftlinge (je nach Delikt); anerkannte Ausnahmen sind Krankheit, Auslandsaufenthalte und höhere Gewalt; die Geldbuße beträgt 10–50 Balboa, im Wiederholungsfall kann eine Sperre für die Inanspruchnahme öffentlicher Leistungen verhängt werden; in der Praxis werden die Bußgelder nur sehr selten verhängt |
| Paraguay                                                                                 | eingeführt 1992; ausgenommen sind Personen ab 75 Jahren sowie Menschen mit schwerer Erkrankung oder Behinderung (nur mit ärztlichem Gutachten) sowie dauerhaft im Ausland lebende Staatsbürger; anerkannte Ausnahmen sind Erkrankung, ein Auflandsaufenthalt, berufliche Unabkömmlichkeit und höhere Gewalt; es ist ein Bußgeld von 1–3 % des monaltlichen Mindestlohns vorgesehen, dass jedoch in der Praxis extrem selten eingefordert wird |
| Peru                                                                                     | eingeführt 1979; ausgenommen sind Personen ab 70 Jahre, Menschen mit schwerer erkrankung oder Behinderung (nur nach ärztlichem Gutachten) sowie dauerhaft im Ausland lebende Staatsbürger; anerkannte Ausnahmen sind Krankheit, Auslandsaufenthalt, berufliche Unabkömmlichkeit und höhere Gewalt; das Bußgeld beträgt 0,5–1 % des gesetzlichen Mindestlohns, im Wiederholungsfall kann das passive Wahlrecht entzogen werden; in der Praxis werden die Geldbußen nur sehr selten tatsächlich verhängt |
| Samoa                                                                                    | Samoa kennt keine Teilnahme-, sondern eine Registrierungspflicht; eingeführt 1960; nicht stimmberechtigt sind Inhaftierte (abhängig vom Delikt) und gerichtlich entmündigte Personen; das Bußgeld für Nicht-Registrierung beträgt 100 WS$, in der Praxis werden die Bußgelder jedoch nur selten verhängt; die Nichtteilnahme an einer Wahl oder Abstimmung ist hingegen zulässig |
| Schweiz → nur Kanton Schaffhausen                                                        | eingeführt 1904; ausgenommen sind Personen ab dem 65. Lebensjahr; als zulässige Entschuldigungsgründe sind Reisen, familiäre Verpflichtungen, Krankheit und Unfall sowie Dienstverpflichtungen bei Militär und Zivilschutz anerkannt; Verletzung der Stimmpflicht wird mit einem Bußgeld von 6 CHF geahndet |
| Singapur                                                                                 | eingeführt 1965 mit der Unabhängigkeit; ausgenommen sind Personen mit einer schweren Krankheit oder Behinderung (mit ärztlichem Gutachten), Häftlinge (ab einer bestimmten Haftdauer) sowie dauerhaft im Ausland lebende Staatsbürger; zulässige Ausnahmen sind Krankheit (mit Attest), berufliche Unabkömmlichkeit (in eng begrenzten Fällen) sowie höhere Gewalt; das Bußgeld beträgt 50 S$, im Wiederholungsfall 100 S$ und es droht der Entzug des passiven Wahlrechts; die Bußgelder werden äußerst konsequent eingetrieben |
| Thailand                                                                                 | eingeführt 2007; ausgenommen sind gerichtlich entmündigte Personen sowie manche Häftlinge (abhängig vom Delikt), Geistliche (Mönche, Novizen, Brahmanen und so weiter) haben generell kein Stimmrecht; anerkannte Ausnahmen sind Erkrankung, Auslandsaufenthalt, dienstliche Unabkömmlichkeit und höhere Gewalt; es gibt keinerlei Geldbußen, sondern das passive Wahlrecht kann für 2 Jahre entzogen werden und es dürfen keine politischen Ämter (beispielsweise in einer Partei) übernommen werden; die Anwendung erfolgt sehr selektiv und betrifft vor allem politisch aktive Bürger |
| Türkei                                                                                   | eingeführt 1961; ausgenommen sind Personen mit schwerer Behinderung, dauerhaft im Ausland lebende Staatsbürger, die sich nicht registriert haben sowie Verurteilte, die das Stimmrecht verloren haben; es gibt keine ausdrücklich anerkannten Ausnahmen, aber persönliche Hinderungsgründe können per Einzelfallentscheidung geltend gemacht werden; es sind Bußgelder von 20 TRY vorgesehen, in der Praxis werden diese jedoch nur sehr selten verhängt |
| Uruguay                                                                                  | eingeführt 1917; ausgenommen sind Personen ab 70 Jahre, Menschen mit einer schweren Erkrankung oder Behinderung (nur nach ärztlichem Gutachten) sowie dauerhaft im Ausland lebende Staatsbürger; anerkannte Ausnahmen sind Krankheit, Auslandsaufenthalt, berufliche Unabkömmlichkeit und höhere Gewalt; die Bußgelder betragen 300–1000 Pesos und können im Wiederholungsfall erhöht werden, auch kann das passive Wahlrecht entzogen werden; in der Praxis werden die Bußgelder nur lückenhaft erhoben und haben eher symbolischen Charakter |

### Staaten mit abgeschaffter Wahl- und Stimmpflicht
Folgende Staaten kannten eine Wahl- und Stimmpflicht die heute (Stand: April 2025) abgeschafft ist:
| Land                       | Anmerkungen |
| -------------------------- | --- |
| Dominikanische Republik    | eingeführt 1994, abgeschafft 2010; es waren keine Sanktionen vorgesehen |
| Italien                    | eingeführt 1946 und abgeschafft 1993; die Verletzung der Teilnahmepflicht konnte mit einem Eintrag ins polizeiliche Führungszeugnis sowie der namentlichen Bekanntmachung durch öffentlichen Aushang geahndet werden                                                     |
| Niederlande                | eingeführt 1917 im Rahmen der Pacificatie, wurde sie 1970 wieder abgeschafft |
| Österreich                 | eingeführt 1906, abgeschafft 1918 bis 1929, danach bis 1982 national für Wahlen zum Bundespräsident; bis 1992 in einigen Ländern für Wahlen zum Nationalrat; bis 2004 in einigen Ländern für Wahlen und Abstimmungen auf Landesebene, seitdem flächendeckend abgeschafft |
| Portugal                   | eingeführt mit der Salazar-Diktatur (Estado Novo) im Jahr 1933, wurde die Pflicht 1974 mit der Nelkenrevolution zunächst ausgesetzt und dann 1976 mit der neuen Verfassung abgeschafft                                                                                   |
| Spanien                    | eingeführt 1907 mit dem Wahlgesetz unter König Alfons XIII., abgeschafft 1923 nach dem Militärputsch von Miguel Primo de Rivera |
| Schweiz → nur Kanton Waadt | eingeführt 1924, abgeschafft 1948 |
| Venezuela                  | eingeführt mit der Verfassung von 1936, durch die Verfassung von 1999 wieder abgeschafft |
| Zypern                     | eingeführt 1960 nach der Unabhängigkeit und abgeschafft 2017 |